# Charley Eugene Johns
Charley Eugene Johns (ur. 27 lutego 1905 w Starke, zm. 23 stycznia 1990) – amerykański polityk ze stanu Floryda. Johns, demokrata, pełnił urząd gubernatora w latach 1953–1955, ale jest znany głównie ze swoich działań z lat 60., kiedy to szefował organowi zwanemu Johns Committee.

## Stanowy senator
Urodzony w Starke Johns pracował m.in. jako konduktor ma kolei, zanim nie wybrano go w roku 1947 stanowym senatorem. W kwietniu roku 1953 został jego przewodniczącym. W senacie zasiadał do roku 1966. Był jednym z tych demokratów, którzy zaciekle sprzeciwiali się integracji rasowej i zakończeniu segregacji.

## Tymczasowy gubernator
Po nagłej śmierci gubernatora Dana McCarty’ego został, z urzędu, tymczasowym gubernatorem do czasu nowych wyborów. Ubiegał się wtedy o pełną kadencję, ale przegrał w prawyborach z T. LeRoyem Collinsem.

## „Komitet Johnsa”
We wczesnych latach 60. złożona ze stanowych legislatorów komisja, której przewodniczył Johns, prowadziła inwigilację i zwalczała aktywistów ruchu praw obywatelskich, osób podejrzewanych o lewicowe poglądy, orientację homoseksualną, w szczególności studentów i wykładowców akademickich. Ponad 100 z nich zostało objętych działalnością komitetu. Jeden ze zwalczanych profesorów usiłował popełnić samobójstwo.